# 安科區 (丘爾坎帕省)
安科區（西班牙語：Distrito de Anco），是秘魯的一個區，位於該國中南部萬卡韋利卡大區的丘爾坎帕省，始建於1955年6月10日，面積275.03平方公里，海拔高度2,404米，2005年人口9,373，人口密度每平方公里34人。